# Damm (brouwerij)
Damm S.A. is een Catalaanse bierbrouwerij gevestigd in en nabij de stad Barcelona. De brouwerij produceert onder anderen de merken Estrella Damm, Voll-Damm en Xibeca. 

## Geschiedenis
De brouwerij wordt in 1876 opgericht door de Elzasser neven August Kuentzmann Damm en Joseph Damm aan de Carrer de Viladomat. Zij waren vier jaar eerder Frankrijk ontvlucht naar aanleiding van de Frans-Duitse Oorlog en de daarop volgende Duitse bezetting van de Elzas. Bier is in die tijd in Spanje nog een exotisch product. 
Het eerste bier dat het bedrijf produceert is Strasburger genaamd. In 1905 openen ze een brouwerij aan de Carrer de Rosselló, in het rechter gedeelte van de Eixample (in het huidige district Sagrada Família). Bij de opening wordt deze brouwerij La Bohemia genoemd. Als in 1910 het bedrijf verandert in een naamloze vennootschap, wordt La Bohemia de belangrijkste fabriek. Tijdens de Spaanse Burgeroorlog is de brouwerij drie jaar lang een coöperatie in handen van de werknemers. Na de oorlog wordt de oude bestuursstructuur hersteld. 
In 1954 neemt Damm een meerderheidsbelang in de mouterij La Moravia, die zich dan nog in de wijk Sants van Barcelona bevindt. In 1973 neemt de brouwer de mouterij in haar geheel over, en het jaar daarop wordt begonnen aan een nieuwbouw in Lerida, waar La Moravia naartoe zou verhuizen. Damm is de enige Spaanse brouwer die een mouterij heeft. 
La Bohemia blijft de belangrijkste fabriek tot 1992, als de productie-activiteiten naar buiten de stad verplaatst worden, in El Prat de Llobregat. Op dat moment wordt de (voormalige) fabriek aan Carrer de Rosselló omgebouwd tot hoofdkantoor van het bedrijf. Sinds de oprichting van het bedrijf zijn er elf generaties meesterbrouwers werkzaam geweest. Het belangrijkste bier, sinds 1921 Estrella Dorada (gulden ster) genaamd, verandert in 1992 van naam en heet sindsdien Estrella Damm. 
Eind 2021 nam het de Eagle Brewery over van Carlsberg Marston’s Brewing Company (CMBC). Dit is de tweede brouwerij van Damm buiten Spanje en Portugal en de eerste in het Verenigd Koninkrijk. Bij de brouwerij, met een capaciteit van 1 miljoen hectoliter, werken 67 mensen. Op deze locatie wordt al sinds 2010 Estrella Damm verpakt voor de Britse markt.
Damm was een van de hoofdsponsors van de wereldtentoonstelling van 1929, van het WK voetbal van 1982 in Spanje, van de Olympische Spelen van Barcelona in 1992, en sinds datzelfde jaar ook beschermheer van de castellers.

## Activiteiten
Damm heeft diverse activiteiten naast het brouwen en verkopen van bier, verder verkoop het water en melkproducten, het bezit restaurants en koffieshops en verleent logistieke diensten. In 2022 had het bedrijf een omzet van 1,9 miljard euro en behaalde een nettowinst van 101 miljoen euro. Er werkten in dat jaar zo'n 5500 mensen bij Damm en dochterondernemingen. In totaal werd 22 miljoen hectoliter aan dranken verkocht, bier heeft het grootste verkoopvolume en verder wordt er water, frisdrank en melkproducten afgezet.
Naast de brouwerij is Damm actief op de Spaanse bronwatermarkt met het merk Veri, dat in de Pyreneeën gewonnen wordt. Sinds 2011 maakt het chocolademelkmerk Cacaolat, dat op het punt stond faillissement aan te vragen, deel uit van Damm. Daarnaast heeft het bedrijf een belang in de Spaanse tak van het Duitse merk van vruchtensappen Granini. Om een sterke positie te hebben binnen de horeca heeft het bedrijf in 2011 ten slotte de Grupo Rodilla (voorverpakte sandwiches) en Cafés Garriga overgenomen. Tot slot heeft Damm S.A. een tweetal dochterbedrijven die gespecialiseerd zijn in distributie en logistiek.
In 2023 zijn er zestien productielocaties voor bier, water, koffie en frisdrank.

### Export
Damm exporteert de merken Estrella Damm, Estrella Damm Inedit en Estrella Damm Daura naar meer dan 46 landen, waaronder Nederland en België. De belangrijkste buitenlandse markten zijn de Verenigde Staten en het Verenigd Koninkrijk. Het bedrijf poogt actief zijn internationale handelspositie te versterken, en doet dit door het bier te verkopen als The Beer of Barcelona.

## Merken

### Bier

#### Eigen merken
Damm heeft zelf de volgende bieren, die nog steeds verkrijgbaar zijn, ontwikkeld: 
- Estrella Damm (lager)
- Estrella Damm Inedit
- Estrella Damm Daura (glutenvrij)

- Free Damm (alcoholvrij)
- Free Damm Limón

- Damm Limón (een voorgemixte clara)

- Xibeca (pils)
- Voll-Damm (märzenbier)
- Bock-Damm (bokbier)
- Weiss Damm (witbier gebrouwen met tarwemout)
- AK Damm
- Saaz Damm (gebrouwen met de hopvariant saaz)

#### Spaanse merken
Naast zijn eigen merken produceert en distribueert Damm ook de volgende regionale merken op de Spaanse markt:
- Keler (Baskisch bier)
- Cerveza Victoria (Málaga)
- Estrella de Levante (gebrouwen in Murcia)
- Estrella del Sur (gebrouwen in Andalusië)
- Skol

#### Internationale merken
Damm produceert en distribueert ook twee buitenlandse merken in Spanje.
- Budweiser, oorspronkelijk uit de Verenigde Staten van Amerika
- Radeberger, van oorsprong Duits

### Overige dranken en voeding
- Cacaolat, chocolademelk
- Cafés Garriga, koffie en thee
- Grupo Rodilla, voorverpakte sandwiches
- Veri, bronwater

## Sponsoring
Jaarlijks geeft het bedrijf hier een miljoen euro aan uit. Naast de sponsoring van belangrijke evenementen die in Barcelona worden georganiseerd, geeft het geld aan FC Barcelona, RCD Espanyol en CE Sabadell. Ook sponsort het bedrijf musea en theaters, gebruikt het het merk Voll-Damm voor de sponsoring van jazz-festivals in heel Catalonië, en maakt het een aantal andere culturele evenementen mogelijk.